# Weidmannsche Buchhandlung
Die Weidmannsche Buchhandlung wurde 1680 in Frankfurt am Main von
Moritz Georg Weidmann gegründet und 1682 nach Leipzig verlegt. Im Jahr 1854 übersiedelte der Verlag mit Karl August Reimer (1801–1858) nach Berlin. Der Verlag Weidmann besteht noch heute mit dem Georg Olms Verlag (ansässig in Hildesheim), spezialisiert auf wissenschaftliche Fachliteratur und Faksimile-Ausgaben, fort.
Mit dem Unternehmen sind eine Reihe bedeutender Verlegerpersönlichkeiten und Autoren verbunden – unter letzteren Ernst Moritz Arndt, Adelbert von Chamisso, Christian Fürchtegott Gellert, Johann Caspar Lavater, Johann Gottfried Herder, Alexander von Humboldt, Christoph Martin Wieland, Jean Paul, die Brüder August Wilhelm und Friedrich Schlegel, die Brüder Grimm, Adolf Kaegi, Ulrich von Wilamowitz-Moellendorff, Heinrich Friedrich Karl Freiherr vom Stein und Theodor Mommsen.
Von 1848 bis 1851 verlegte die Weidmannsche Buchhandlung die führende liberale Deutsche Zeitung.

## Genealogie
Das Unternehmen führten:
- Moritz Georg Weidmann (1658–1693)

Gründete 1680 seinen Verlag in Frankfurt am Main, übersiedelte bald darauf nach Leipzig und führte dort das Unternehmen bis zu seinem Tod im Jahre 1694. Sein verlegerisches Interesse galt von Anfang an den Wissenschaften, besonders der Klassischen Philologie. In den wenigen Jahren seines Wirkens – er starb mit 36 Jahren – hatte Weidmann sich hohes Ansehen erworben, auch bei Hofe, obwohl er durch die Herausgabe von Christian Thomasius Monats-Hefte mit der Zensur zu kämpfen hatte.
- Johann Ludwig Gleditsch (1694–1717)

Dieser über Deutschlands Grenzen hinaus berühmt gewordene Buchhändler hat den erfolgreichen Weg der Weidmannschen Buchhandlung entscheidend mitbestimmt. 1694 heiratete er die Witwe Weidmann und erzog seinen Stiefsohn Moritz Georg Weidmann d. J. zum Nachfolger. Unter der Leitung Gleditschs erschienen allein 826 Neuerscheinungen, eine für die damalige Zeit fast unglaubliche Zahl.
- Moritz Georg Weidmann (1713/1717–1743)

Auch unter seiner Ägide erschien jährlich eine erstaunlich große Zahl wichtiger Werke. Dass Weidmann vom Kaiser in Wien in einer Audienz mit der Goldenen Halskette belohnt und vom sächsischen Kurfürsten August dem Starken zum „Kgl. Polnischen und Kurfürstlich Sächsischen Hof- und Accisrat“ ernannt wurde, zeigt, welch hohe Anerkennung Weidmann auch durch sein Wirken für den Gesamtbuchhandel gefunden hat.
- Johann Wendler (1743–1746)

Er führte die Buchhandlung, bis er als Bürger Leipzigs anerkannt wurde, und gründete anschließend seine eigene Buchhandlung.
- Philipp Erasmus Reich (1746–1787)

Er leitete die Weidmannsche Verlagsbuchhandlung von 1746 bis 1787, die sich unter seiner Ägide zu einem der größten deutschen Originalverlage in der zweiten Hälfte des 18. Jahrhunderts entwickelte. Dieser bedeutende Verleger der Aufklärung gilt auch als der große Reformer des deutschen Buchhandels. So vollzog sich unter Reich der Umzug der Buchmesse von Frankfurt nach Leipzig. Er war auch der Begründer der „Buchhandlungsgesellschaft“, der Vorstufe zum später gegründeten Börsenverein der Deutschen Buchhändler. In seinen Tagen wurde er als der „Papst“ des nord- und mitteldeutschen Buchhandels bezeichnet, und noch heute gilt er als der „erste Buchhändler der Nation“, wie Christoph Martin Wieland formulierte.
- Marie Louise Weidmann und ihre Nacherben Junius (1787–1822)

Durch den Tod Reichs war die betagte Marie Louise Weidmann in den alleinigen Besitz des Unternehmens gelangt, das nun wieder „Weidmannsche Buchhandlung“ genannt wurde. Die nächsten 35 Jahre werden, wenn auch nicht ganz zu Recht, vielfach als eine „stille“ Periode in der Geschichte des Unternehmens bezeichnet: Die verlegerische Tätigkeit war nur in den Jahren, als die napoleonischen Kriege jeden Handel lähmten, gering, doch überstieg die Zahl der Neuerscheinungen in manchen Jahren sowohl im letzten Jahrzehnt des 18. wie im ersten des 19. Jahrhunderts dreißig Stück. Wenn man die damalige Kaufkraft des Geldes in Betracht zieht, muss man sagen, dass die Weidmannsche Buchhandlung auch 35 Jahre nach Reichs Tod noch ein außerordentlich wertvoller Besitz war.
- Georg Andreas Reimer (1822–1832)

Sein Wirken ging ähnlich wie das von Reich weit über die eigenen buchhändlerischen Unternehmungen hinaus. Fast alle prominenten Vertreter des geistigen Deutschlands wurden seine Autoren: die Brüder August Wilhelm und Friedrich Schlegel, Ludwig Tieck, Novalis, Heinrich von Kleist, Ernst Moritz Arndt, Friedrich de la Motte Fouqué, die Brüder Grimm, Jean Paul, Wilhelm von Humboldt u. a.
1816 erwarb Georg Andreas Reimer das spätere Reichspräsidentenpalais in der Wilhelmstraße in Berlin; dort lebte er mit seiner Familie und führte mit seinen Mitarbeitern den Verlag. Die Räume dienten auch der Präsentation seiner über zweitausend Gemälde umfassenden Sammlung großer Meister, darunter Altdorfer, Brueghel, Correggio, Cranach, Dürer, Van Dijk, C.D. Friedrich, Hals, Holbein d. J., Murillo, Rembrandt, Rubens, Tiepolo, Tizian und Watteaux.
- Karl August Reimer (1830–1858) und Salomon Hirzel (1830–1852/1858)

Bereits 1830 vertraute Georg Andreas Reimer seinem Sohn Karl August und seinem Schwiegersohn Salomon Hirzel die Weidmannsche Verlagsbuchhandlung an, die sie zwei Jahrzehnte lang in harmonischer Zusammenarbeit führten. Sie gehörten zu den Mitbegründern des „Göttinger Vereins“, der die Göttinger Sieben – die aus dem Amt gejagten Professoren der Georgia Augusta – unterstützte. Ihr geselliges Haus wurde Treffpunkt namhafter Autoren, zu denen u. a. Hermann Sauppe, Moriz Haupt, Otto Jahn, Adelbert von Chamisso, Gustav Schwab und der Schwiegersohn Karl August Reimers, Theodor Mommsen, zählten. 1854 übersiedelte Karl August Reimer mit der Weidmannschen Verlagsbuchhandlung nach Berlin.
- Hans Reimer d. Ä. (1865–1887)

Er war der wissenschaftliche Buchhändler schlechthin, und ein guter Teil des Ruhms der Weidmannschen Verlagsbuchhandlung geht auf diesen hervorragenden Verleger zurück. So erweiterte er das Unternehmen durch den erfolgreichen Schulbuchverlag und begründete wissenschaftliche Zeitschriften (wie die Zeitschrift für Klassische Philologie Hermes, die Zeitschrift für Numismatik, das Archiv für Slavische Philologie) und Reihenwerke wie die Philologischen Untersuchungen, herausgegeben von Ulrich von Wilamowitz-Moellendorff, der als Schwiegersohn Mommsens in den Reimerschen Verwandtenkreis eingetreten war.
- Paul Parey und Ernst Vollert (1888–1928)

1888 übernahmen Paul Parey (gerade zum 1. Vorsteher des Börsenvereins gewählt) und Ernst Vollert die Leitung der Weidmannschen Verlagsbuchhandlung und setzten die bewährte wissenschaftliche Richtung fort, so etwa mit den Monumenta Germaniae Historica, mit der Übernahme der Göttingische Gelehrte Anzeigen und den Regesta Pontificum Romanorum. Die Preußische Akademie der Wissenschaften übertrug Weidmann die verlegerische Betreuung des Codex Theodosianus, der Deutsche Texte des Mittelalters und Christoph Martin Wieland Gesammelter Schriften. Vollert wurde 1922 von der Preußischen Akademie der Wissenschaften mit der silbernen Leibniz-Medaille geehrt.
- Hans Reimer d.J. (1913–1951)

Mit ihm begann die Ära der vierten Generation Reimer. Viele Gelehrte haben auch zu seiner Zeit der Weidmannschen Verlagsbuchhandlung ihre Werke anvertraut (Carl Robert, Hermann Diels, Friedrich Leo, Gustav Roethe, Ulrich von Wilamowitz-Moellendorff u. a.). Reimer förderte aber auch andere Gebiete wie z. B. Sportwissenschaft und Funktechnik.
- Tom Hans Robert Reimer (1936–1983)

Hans Reimer d. J. überließ Weidmann seinem Sohn als Alleininhaber. Mit großer Zähigkeit hat der Vertreter der fünften Generation Reimer schrittweise den Verlag nach dem Zweiten Weltkrieg wiederaufgebaut.
Ein Versuch T. H. R. Reimers, nach dem Ausscheiden seines Geschäftsführers W. Joachim Freiburg mit dem Verlag wieder in Berlin ansässig zu werden, scheiterte. Er verlegte den Sitz des Unternehmens nach Irland mit einer Zweigniederlassung in Zürich. Nach seinem tragischen Tod in seinem Anwesen auf Mallorca, von wo er die Verlagsgeschäfte zeitweise geleitet hatte, konnte die Witwe Ilse Alix Reimer als Alleinerbin die Verlagsbuchhandlung dem Verleger W. Georg Olms anvertrauen.
- Walter Georg Olms (1983–)

W. Georg Olms übernahm 1983 die Leitung der Weidmannschen Verlagsgeschäfte. Er holte den Verlag aus der Schweiz und aus Irland, wo er mehr als zwei Jahrzehnte ansässig war, nach Deutschland zurück. Von Hildesheim aus entfaltet das traditionsreiche Unternehmen jetzt neue verlegerische Aktivitäten. Zu den bedeutendsten Editionen gehören die Werke der Brüder Grimm und Pierre de Coubertins Textes Choisis sowie die Reihen Collectanea Grammatica Latina, Nikephoros – Zeitschrift für Sport und Kultur im Altertum und Spolia Berolinensia – Beiträge zur Geistes- und Kulturgeschichte des Mittelalters und der Neuzeit.

## Weiterführende Literatur
- Buchner, Karl: Wieland und die Weidmannsche Buchhandlung: Zur Geschichte deutscher Literatur und deutschen Buchhandels. Berlin: Weidmann 1871.
- Kurtze, Gerhard: Philipp Erasmus Reich. Erster Buchhändler der Nation. In: Die großen Leipziger: 26 Annäherungen. Vera Hauschild (Hrsg.). Frankfurt/Main & Leipzig: Insel Verlag 1996. S. 144–154.
- Lehmstedt, Mark: Philipp Erasmus Reich (1717–1787). Verleger der Aufklärung und Reformer des deutschen Buchhandels. (Ausstellungskatalog). Leipzig: Karl-Marx-Universität 1989.
- Jauernig, Erich (Hrsg.): 250 Jahre Weidmannsche Buchhandlung. In: Monatsschrift für Höhere Schulen. Beilage/ Heft 4. Berlin: 1930.
- 60 Jahre Georg Olms – 325 Jahre Weidmann. 2006. ISBN 978-3-487-13111-5
- Festschrift 100 Jahre Olms. Herausgegeben von W. Joachim Freyburg. 1987. ISBN 978-3-487-07920-2
- Behandelt in: J. Braun: Reich, Philipp Erasmus. In: Allgemeine Deutsche Biographie (ADB). Band 27, Duncker & Humblot, Leipzig 1888, S. 611–614.